# Großwetzdorf
Großwetzdorf ist eine Ortschaft und Katastralgemeinde in der Gemeinde Heldenberg in Niederösterreich.

## Geographie
Großwetzdorf liegt an der Schmida knapp östlich der Horner Straße und ist an diese durch Nebenstraßen angebunden. Hinter dem Ort erhebt sich ein Ausläufer des Fahndorfer Hügellandes.

## Geschichte
Der Ortsname Wetzdorf ist vom althochdeutschen Wazzo bzw. Wazili herzuleiten. Die erste urkundliche Nennung des Namens erfolgte in einem Gültbuch des Stiftes Zwettl, wo ein Wetzlesdorf bei Chlaubendorf aufscheint. Eine Unterscheidung von Groß- und Kleinwetzdorf wird erstmals in einer Besitzurkunde aus dem Geschlecht der Radlbrunner getroffen. Um 1600 scheinen hier elf verschiedene Grundherren auf. Nach den Reformen 1848/1849 konstituierte sich der Ort 1850 zur selbständigen Gemeinde war bis 1868 dem Amtsbezirk Ravelsbach zugeteilt und danach dem Bezirk Hollabrunn. Laut Adressbuch von Österreich waren im Jahr 1938 in der Ortsgemeinde Großwetzdorf ein Gastwirt, zwei Gemischtwarenhändler, zwei Marktfahrer, eine  Molkereigenossenschaft, eine Mühle, ein Schmied, eine Schneiderin, ein Schuster, ein Tischler, ein Viehhändler und mehrere Landwirte ansässig.

## Kultur und Sehenswürdigkeiten
- Katholische Pfarrkirche Großwetzdorf hl. Thomas